# Gle Blangpanton
Gle Blangpanton är en kulle i Indonesien.   Den ligger i provinsen Aceh, i den västra delen av landet, 1 800 km nordväst om huvudstaden Jakarta. Toppen på Gle Blangpanton är 55 meter över havet.
Terrängen runt Gle Blangpanton är platt. Havet är nära Gle Blangpanton åt nordost.Runt Gle Blangpanton är det mycket tätbefolkat, med 1 177 invånare per kvadratkilometer. Närmaste större samhälle är Sigli, 7,7 km öster om Gle Blangpanton. Trakten runt Gle Blangpanton består till största delen av jordbruksmark.